# Nambiyath Puthansurayil Balakrishnan
Nambiyath Puthansurayil Balakrishnan, né le 27 juillet 1935 et mort le 18 avril 2024, est un botaniste indien.